# Helena Sieradzka
Helena Sieradzka ps. „Julianna”, z domu Sobczyńska (ur. 17 lutego 1901, zm. 28 maja 1998) – warszawska nauczycielka, żołnierz Armii Krajowej, sanitariuszka, uczestniczka powstania warszawskiego (podczas powstania straciła 16-letniego syna Jana, który zginął od wybuchu przypadkowego pocisku). Po II wojnie światowej nie zrezygnowała z walki o niepodległość. W mieszkaniu Heleny i Makarego Sieradzkich aresztowano rotmistrza Witolda Pileckiego. Władze komunistyczne Polski Ludowej skazały ją na 7 lat więzienia w procesie odpryskowym sprawy rtm. Pileckiego, po rewizji wyrok zamieniono na 6 lat, w więzieniu w Fordonie odsiedziała 6 lat. Jej mąż Makary Sieradzki został skazany na dożywocie. Ich 14-letniego syna Ignacego wyrzucono z mieszkania, pozbawiono środków do życia i utrudniano naukę. Helena Sieradzka wraz z mężem Makarym w 1991 roku została uhonorowana tytułem Sprawiedliwych Wśród Narodów Świata – Sieradzcy ukrywali w czasie okupacji niemieckiej trzy Żydówki. Po 1990 roku, przekazali pieniądze – otrzymane jako odszkodowanie za pobyt w komunistycznych więzieniach - na budowę nowego domu w Schronisku dla Niepełnosprawnych w Radwanowicach. Za działalność w czasie II wojny światowej w AK została odznaczona Krzyżem AK.